# Herb gminy Roźwienica
Herb gminy Roźwienica – jeden z symboli gminy Roźwienica.

## Wygląd i symbolika
Herb przedstawia na tarczy koloru srebrnego czerwony krzyż lotaryński, nawiązujący do historii gminy związanej z Jagiellonami.